# 30798 Ґраубюнден
30798 Ґраубюнден (30798 Graubünden) — астероїд головного поясу, відкритий 2 лютого 1989 року.
Тіссеранів параметр щодо Юпітера — 3,340.